# Kakera Akotie
Kakera Akotie was een Afrikaanse vrije man, die in 1764 als briefschrijver opgevoerd werd in twee nummers van het spectatoriale tijdschrift De Denker. De redacteur van het tijdschrift geeft in een korte inleiding aan dat deze Kakera Akotie ten onrechte door een schipper tot slaaf was gemaakt. Op last van de autoriteiten werd hij van Suriname naar de Republiek gebracht, waar later papieren van zijn hand zijn gevonden in de Fanti-taal. Die zijn anno 2007 gepubliceerd: het gaat om een brief van Akera Akotie aan zijn broeder Atta, waarin hij de slavernij aanklaagt. In een nawoord verwerpt de redacteur van De Denker de strekking van de brief: stel je voor dat de planters er door in de war raken, zegt hij, dan zou het nut van de koloniën voor de staat geschaad worden. Het nawoord moet echter ironisch worden gelezen, zoals ook de aangehaalde rechtvaardiging van de slavernij door Montesquieu satirisch bedoeld was. Met de ongetwijfeld verzonnen figuur van Kakera Akotie verzet De Denker zich dus op satirische wijze tegen het slavernijsysteem. Overigens had er zich in 1749 wel een feit voorgedaan dat aan het verhaalde ten grondlag kan liggen: zeven vrije Afrikanen waren uit Afrika ontvoerd en in Suriname verkocht, en zij moesten op last van de Staten-Generaal worden teruggestuurd. Eén van hen heette Kakasa Acostrie en een ander Alta.